# Улица господар Јевремова у Шапцу
Улица Господар Јевремова у Шапцу, добила је име по Јеврему Обреновићу, млађем брату Милоша Обреновића. Формирана је пре 1826. године истовремено са још неколико улица у околини, заузима површину од 15.650m² и првобитно се ту налазила зграда железничке станице. Господар Јевремова, уз Карађорђеву улицу, чини централне градске улице и пешачку зону.

## Историја
Јеврем Обреновић је рођен у Горњој Добрињи (код Пожеге) око 1790. године. У марту 1816. године, Милош Обреновић га је поставио за обор-кнеза Шабачке нахије. Господар Јеврем је најзаслуженији за просперитет Шапца, како у економском, тако и у културном смислу.
Улица Господара Јеврема је настала у 19. веку, ширењем града према југу, у односу на Баир и њена историја је везана за историју формирања градског језгра старог Шапца. Истовремено је настало и неколико улица у околини. Господар Јеврем је у тој улици подигао свој конак, тада најрепрезентативнију грађевину, не само ове целине већ и самог Шапца.Јевремов конак, био је први кнежев конак у Србији. Грађен је у „балканском стилу“ од 1822—1824. године, као резиденција. Изградњом је руководио Хаџи Никола Живковић, главни неимар кнеза Милоша Обреновића.
Велика градитељска активност у овом периоду је последица је економског просперитета града Шапца, који је тада постао по важности. Као погранични град према Аустроугарској, Шабац је захваљујући господару Јеврему, за 15 година колико је провео у овом граду, врло рано прихватио европски градитељски стилм. Главне улице су се секле под правим углом, а остале су према њима „изведене лењиром“. Овај период се често назива и „Јевремовим златним добом“, пошто је основао бројне важне установе, обезбедио библиотеку, школу, учитеље, лекаре и апотекаре, изградио један од најлепших конака у Србији, донео у земљу први клавир, савремени намештај, прибор за јело. Захваљујући њему, већ крајем 19. века Шабац више није личио на турску касабу, већ на средњоевропски град, у коме су се осећали утицаји еклектичке архитектуре стилова, сецесије и модернизма.
У истој улици се налазе грађевине подигнуте у распону од скоро два века, мада је највећи број сазидан током прве половине 20. века. Постоје и зграде подигнуте после Другог светског рата, али оне грубо нарушавају аутентичности једног дела целине. При њиховој изградњи порушене су многе зграде из 19. веку, па и конак Јеврема Обреновића. Данас на постојање ове грађевине, осим фотографија, подсећају и две мермерне плоче које се чувају у Шабачком музеју.
У улици се посебно истичу зграде: Начелство округа подрињског (1906), Окружни суд (1907), архитекте Милорада Рувидића, Дом шабачке трговачке омладине, изграђен пре Првог светског рата, прва кућа доктора Андре Јовановића, с краја 19. века, зграда у броју 13, грађена крајем 19. и почетком 20. века, кућа сарача и седлара Станића, с почетка 20. века, зграда Прве народне апотеке (1928) и кућа др Лазара Петровића грађена између два светска рата.

## Крсмановићева кућа
Крсмановићева кућа је подигнута 1891. године и својим положајем и значајем доминира центром града. Претпоставља се да је грађевину пројектовао архитекта Јован Илкић у духу новог класицизма. Зграда представља непокретно културно добро као споменик културе.

## Самуровића кућа
Самуровића кућа се налази на почетку улице, на броју 1, поред Крсмановићеве куће. Подигнута је крајем 19. века, са одликама мирне, класицистичке фасаде коју краси високо постављена балустрада изнад наглашеног таванског простора. Спрат красе прозори са наглашеним надпрозорницима. На средини главне, уличне фасаде се налази колски пролаз за комуникацијом са двориштем.

## Кућа др Андре Јовановића
Кућа др Андре Јовановића се налази на броју 3, припадала је познатом шабачком лекару и добротвору. Подигнута је крајем 19. века, на месту на којој се налазила родна кућа др Лазе К. Лазаревића (1851—1890), лекара и књижевника. Њена фасада је сачувана, осим што на балустради недостају две стојеће фигуре, нестале за време Првог светског рата.

## Кућа адвоката Шкорића
Кућа адвоката Шкорића, на броју 11, подигнута је крајем 19. века, са фасадом коју пресецају дубоки хоризонтални урези, богато декорисаним прозорским отворима и колским пролазом. Кровни венац придржавају конзоле, док простор изнад прозора красе гирланде, а колски пролаз чеони камен, два венчића и стубови

## Јевремова 13
У згради у броју 13 била је смештена прва Комунистичка општина. Посебност овог објекта је фасада са дивном балустрадом која се налази изнад централног дела и коју красе два пута која придржавају картуш са иницијалима. На крајевима балустраде налазе се посуде за цвеће украшене гирландама.

## Кућа Павла Станића
Кућа Павла Станића се налази на броју 21 и једна је од ретких примера примене сецесије у обради уличне фасаде. Зграда је подигнута 191. године и представља непокретно културно добро као споменик културе од великог значаја.

## Кућа Илије Ранковића
Кућу која се налази на броју 23, подигао је за потребе апотеке и становања апотекар Илија Ранковић, у стилу модерне архитектуре са извесним елементима арт декоа.

## Кућа Добривоја Савиног Мијатовића
Кућа Добривоја Савиног Мијатовића у броју 27, подигнута почетком 20. века, са одликама војвођанске сецесије. Средишни део је видно истакнут високом атиком која је наглашена дубоким урезима, волутама и иницијалима власника куће. Кров куће је надвишен оградицом, а прозори богатом флоралном декорацијом кружног облика. Посебност куће је у својеврсном парном грејању које је постојало још пре рата.

## Кућа Душана Бајића
Кућа Душана Бајића у броју 29, један је од примера модерне архитектуре током четврте деценије 20. века. Зграду одликује савремено решена фасада ослобођене сувишних и преживелих декоративних елемената.

## Јевремова 35
Зграда у господар Јевремовој 35 је била друга кућа др Андре Јовановића подигнута 1905. године, са архитектонским решењима под утицајем сецесије, која је у каснијим адаптацијама се изгубила. Декорација се налазила на стубовима, надпрозорницима, капителима стубова и на атици, са мотивима људске главе са расплетеном косом која се ширила по пољима.

## Јевремова 43
Кућа у Јевремовој 43 је подигнута 1912. године према запису на фасади која се налази испод главе бика, што је означавала делатност власника куће.

## Кућа породице Бојић
Кућа породице Бојић се налази у броју 49, где је леви део зграде решен наглашеним спратом, ужим од преосталог дела, са високом атиком трапезастог облика. Преостали део фасаде има полукружне прозоре, док је подеони венац решен у виду модерног фриза.

## Занимљивости
Према СМС гласовима читалаца дневног листа Блица, Господар Јевремова улица је 2007. године изабрана за најлепшу улицу у Србији

## Куће у Господар Јевремовој улици
- Крсмановићева кућа
- Самуровића кућа
- Кућа др Андре Јовановића
- Кућа адвоката Шкорића
- Јевремова 13
- Кућа Павла Станића
- Кућа и апотека Илије Ранковића